# Parafia św. Bartłomieja w Kudowie-Zdroju
Parafia św. Bartłomieja Apostoła w Kudowie-Zdroju (Czermnej) – parafia rzymskokatolicka należąca do dekanatu Kudowa-Zdrój diecezji świdnickiej.  
Była erygowana w XIV w. 
Do parafii należy kościół filialny pw. Narodzenia Najświętszej Maryi Panny oraz kościół świętych Piotra i Pawła w Brzozowiu. 
Administratorem parafii jest ks. prałat Romuald Brudnowski.

## Kościoły filialne parafii

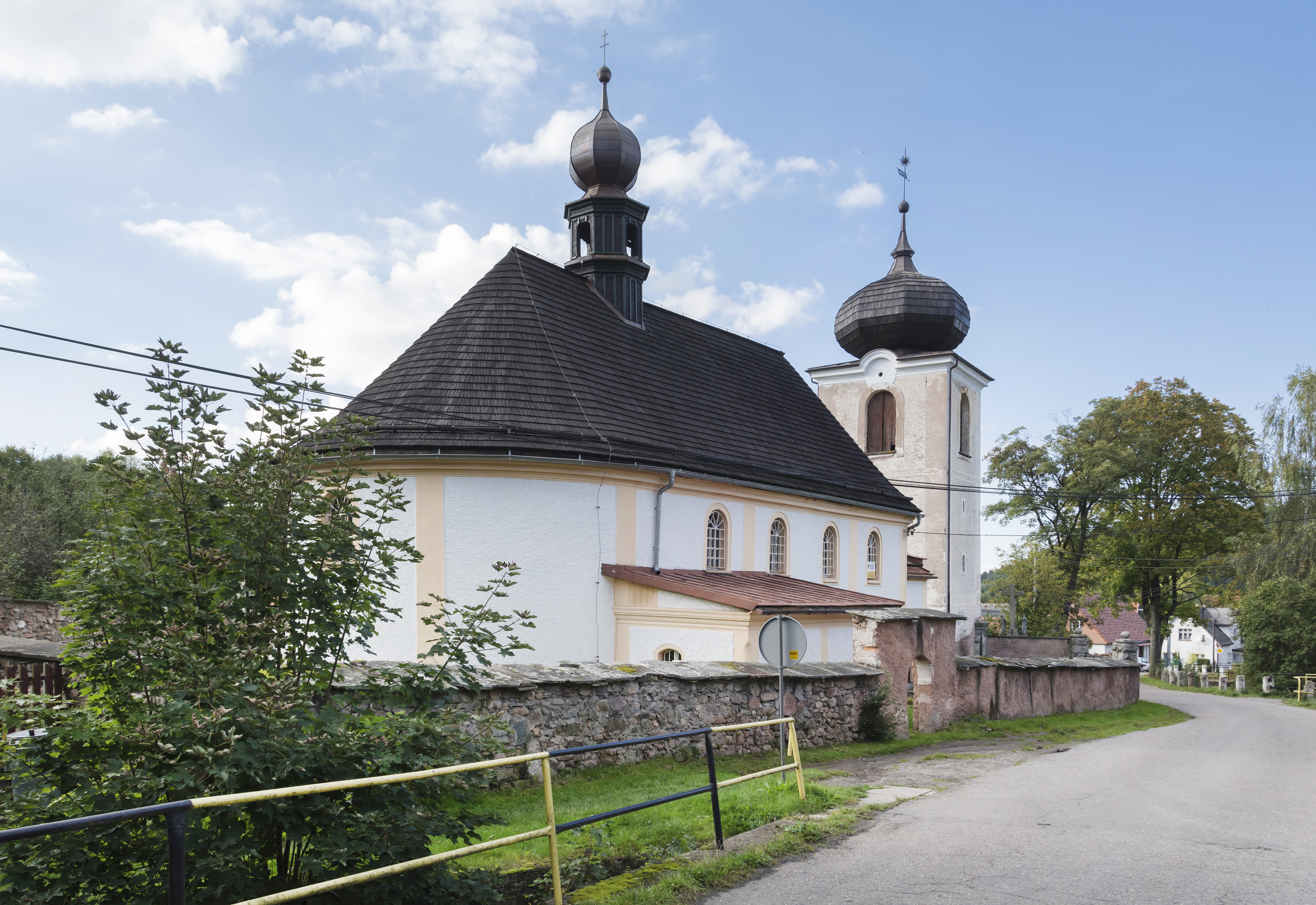
Kościół świętych Piotra i Pawła (Brzozowie)
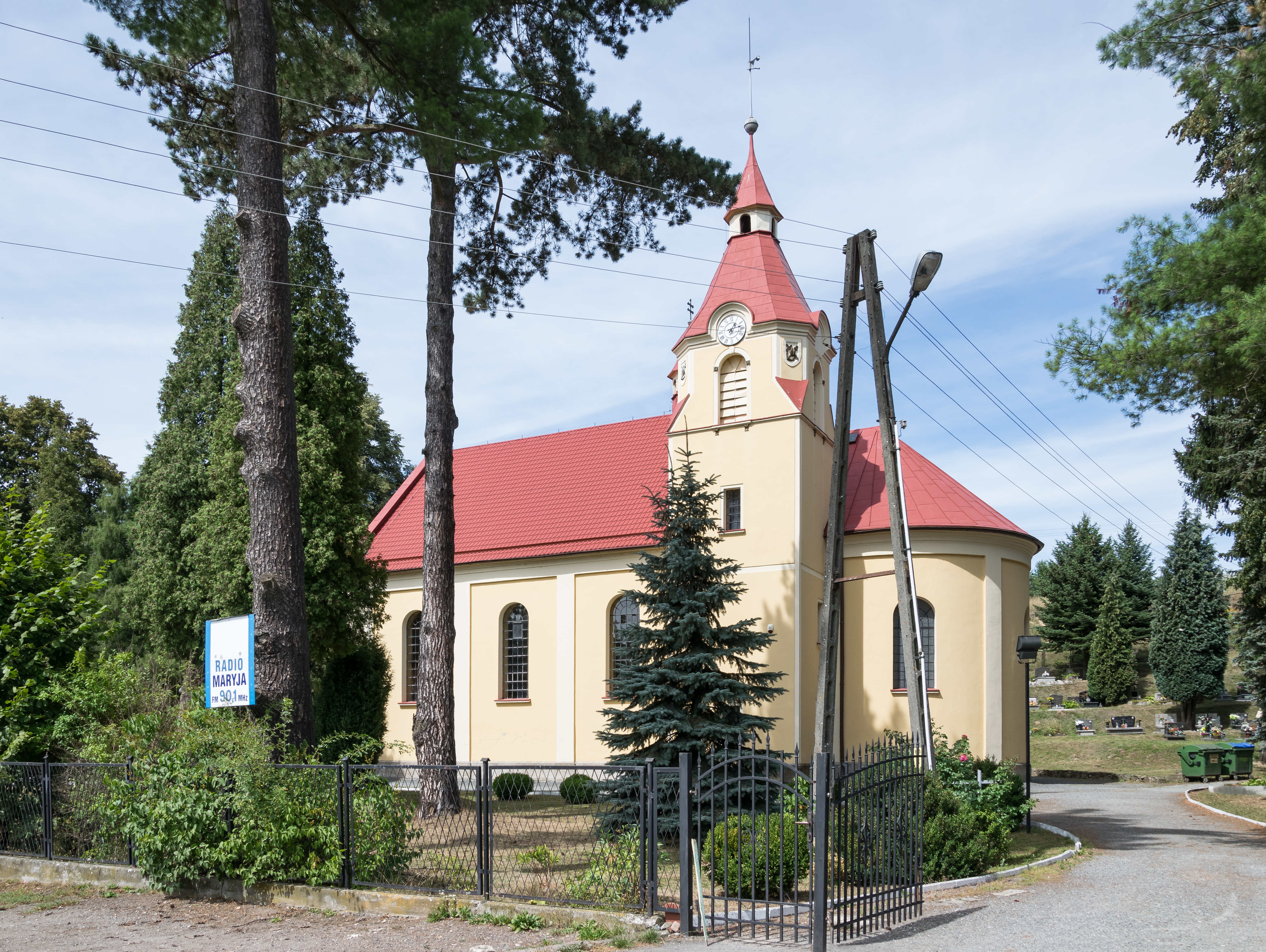
Kościół w Słonem